# Francja na Letniej Uniwersjadzie 2009
Francję na Letniej Uniwersjadzie w Belgradzie reprezentowało 165 zawodników. Francuzi zdobyli 21 medali (4 złote, 8 srebrnych i 9 brązowych).
Sporty drużynowe w których Francja brała udział:
| Dyscyplina  | Mężczyźni | Kobiety |
| Koszykówka  |           | ✔       |
| Piłka nożna | ✔         | ✔       |
| Piłka wodna | ✔         |         |
| Siatkówka   |           |         |

## Medale

### Złoto
- Cyril Tommasonne - gimnastyka sportowa, poręcze równoległe
- Geraldine Mentouopou - judo, kategoria poniżej 78 kilogramów
- Cyrille Maret - judo, kategoria poniżej 100 kilogramów
- Gwladys Epangue - taekwondo, kategoria poniżej 72 kilogramów

### Srebro
- Denis Mayaud - lekkoatletyka, bieg na 10 000 m
- Drużyna florecistów - szermierka
- Delphine Delsalle - judo, kategoria poniżej 52 kilogramów
- Sarah Loko - judo, kategoria poniżej 57 kilogramów
- Boris Steimetz - pływanie, 50 m stylem dowolnym
- Torann Maizeroi - taekwondo, kategoria poniżej 72 kilogramów
- Emmanuel Lebesson i Adrien Mattenet - tenis stołowy, gra podwójna
- Emmanuel Lebesson, Adrien Mattenet, Clement Debruyeres i Abdel Salifou - tenis stołowy, turniej drużynowy

### Brąz
- Sztafeta 4x100 m kobiet - lekkoatletyka
- Thibault Sarda - szermierka, floret indywidualnie
- Romain Buffet - judo, kategoria poniżej 90 kilogramów
- Drużyna judoczek
- Sztafeta 4x100 m stylem dowolnym mężczyzn - pływanie
- Sztafeta 4x100 m stylem zmiennym mężczyzn - pływanie
- Marlene Harnois - taekwondo, kategoria poniżej 63 kilogramów
- Adrien Mattenet - tenis stołowy, gra pojedyncza
- Xue Lie, Marine Zanardi, Audrey Mattenet i Carole Grundisch - tenis stołowy, turniej drużynowy